# Росс Тернбулл
Росс Тернбулл (англ. Ross Turnbull; нар. 4 січня 1985 року, Бішоп Окленд, Дарем, Англія) — англійський футболіст, воротар клубу «Лідс Юнайтед».

## Ранні роки
Росс навчався в Byerley Park Primary School та Woodham Community Technology College. З дитинства вболівав за «Ньюкасл Юнайтед». Розпочав гру у футбол на позиції нападника в клубі Newton Aycliffe Youth Centre AFC, але його перевели у воротарі завдяки тренеру Артуру Вікерстаффу. Росс брав участь у тренуваннях в школах клубів «Дарлінгтон» та «Сандерленд», після чого зважився перейти в академію «Мідлсбро».

## Кар'єра

### «Мідлсбро»
Росс Тернбулл дебютував у складі «Мідлсбро» в травні сезону 2005/06 у матчі проти «Болтон Вондерерз», що завершився з рахунком 1:1.
З 2003 по 2007 рік на правах оренди пограв за низку англійських нижчолігових клубів.

### «Челсі»
Оскільки влітку 2009 року попередній клуб Росса «Мідлсбро» вибув з Англійської Прем'єр-ліги, то він відмовився продовжувати контракт з ним і здобув статус вільного агента. 2 липня Тернбулл перейшов в «Челсі», підписавши чотирирічний контракт. У новому клубі Росс взяв 22 номер. Проте в основний склад команди так і не пробився, програючи позицію у воротах Петеру Чеху.

## Досягнення
- Чемпіон Англії (1):

Челсі: 2009-10
- Володар Кубка Англії (2):

Челсі: 2009-10, 2011-12
- Володар Суперкубка Англії (1):

Челсі: 2009
- Переможець Ліги чемпіонів (1):

Челсі: 2011-12
- Переможець Ліги Європи (1):

Челсі: 2012-13